# Иран на зимних Олимпийских играх 2018
Иран на зимних Олимпийских играх 2018 года был представлен 4 спортсменами в двух дисциплинах лыжного спорта. На церемонии открытия право нести национальный флаг было доверено лыжнице Саманех Бейрами, а на церемонии закрытия флаг нёс волонтёр соревнований, поскольку к тому времени иранская делегация уже покинула Пхёнчхан. По итогам соревнований сборная Ирана, принимавшая участие в своих одиннадцатых зимних Олимпийских играх, вновь осталась без медалей.

## Состав сборной
Горнолыжный спорт
1. Мохаммад Киадарбандсари
2. Форуг Аббаси

 Лыжные гонки
1. Сейед Саттар Сейд
2. Саманех Бейрами

## Результаты соревнований

### Лыжные виды спорта

#### Горнолыжный спорт
Квалификация спортсменов для участия в Олимпийских играх осуществлялась на основании специального квалификационного рейтинга FIS по состоянию на 21 января 2018 года. При этом НОК для участия в Олимпийских играх мог выбрать только того спортсмена, который вошёл в топ-500 олимпийского рейтинга в своей дисциплине, и при этом имел определённое количество очков, согласно квалификационной таблице. Страны, не имеющие участников в числе 500 сильнейших спортсменов, могли претендовать только на квоты категории «B» в технических дисциплинах. По итогам квалификационного отбора сборная Ирана завоевала мужскую олимпийскую лицензию категории «A» и женскую категории «B».
Мужчины
| Соревнование      | Спортсмены              | Скоростной спуск/ 1 спуск | Скоростной спуск/ 1 спуск | Слалом/ 2 спуск | Слалом/ 2 спуск | Всего   | Место | Отставание |
| Соревнование      | Спортсмены              | Время                     | Место                     | Время           | Место           | Всего   | Место | Отставание |
| ----------------- | ----------------------- | ------------------------- | ------------------------- | --------------- | --------------- | ------- | ----- | ---------- |
| слалом            | Мохаммад Киадарбандсари | 55,66                     | 42                        | 57,03           | 33              | 1:52,69 | 34    | +13,70     |
| гигантский слалом | Мохаммад Киадарбандсари | 1:19,11                   | 63                        | 1:18,61         | 59              | 2:37,72 | 58    | +19,68     |

Женщины
| Соревнование | Спортсмены   | Скоростной спуск/ 1 спуск | Скоростной спуск/ 1 спуск | Слалом/ 2 спуск | Слалом/ 2 спуск | Всего   | Место | Отставание |
| Соревнование | Спортсмены   | Время                     | Место                     | Время           | Место           | Всего   | Место | Отставание |
| ------------ | ------------ | ------------------------- | ------------------------- | --------------- | --------------- | ------- | ----- | ---------- |
| слалом       | Форуг Аббаси | 1:02,56                   | 55                        | 1:01,50         | 50              | 2:04,06 | 49    | +25,43     |

#### Лыжные гонки
Квалификация спортсменов для участия в Олимпийских играх осуществлялась на основании специального квалификационного рейтинга FIS по состоянию на 21 января 2018 года. Для получения олимпийской лицензии категории «A» спортсменам необходимо было набрать максимум 100 очков в дистанционном рейтинге FIS. При этом каждый НОК может заявить на Игры 1 мужчину и 1 женщины, если они выполнили квалификационный критерий «B», по которому они смогут принять участие в спринте и гонках на 10 км для женщин или 15 км для мужчин. По итогам квалификационного отбора сборная Ирана завоевала мужскую олимпийскую лицензию категории «A» и женскую категории «B».
Мужчины
Дистанционные гонки
| Соревнование           | Спортсмены        | Результат | Место | Отставание |
| ---------------------- | ----------------- | --------- | ----- | ---------- |
| 15 км свободным стилем | Сейед Саттар Сейд | 39:39,1   | 91    | +5:55,2    |

Спринт
| Соревнование | Спортсмены        | Квалификация | Квалификация | Четвертьфинал        | Четвертьфинал        | Четвертьфинал        | Полуфинал            | Полуфинал            | Полуфинал            | Финал                | Финал                | Итоговое место |
| Соревнование | Спортсмены        | Результат    | Место        | Заезд                | Результат            | Место                | Заезд                | Результат            | Место                | Результат            | Место                | Итоговое место |
| ------------ | ----------------- | ------------ | ------------ | -------------------- | -------------------- | -------------------- | -------------------- | -------------------- | -------------------- | -------------------- | -------------------- | -------------- |
| спринт       | Сейед Саттар Сейд | 3:56,08      | 76           | завершил выступление | завершил выступление | завершил выступление | завершил выступление | завершил выступление | завершил выступление | завершил выступление | завершил выступление | 76             |

Женщины
Спринт
| Соревнование | Спортсмены      | Квалификация | Квалификация | Четвертьфинал         | Четвертьфинал         | Четвертьфинал         | Полуфинал             | Полуфинал             | Полуфинал             | Финал                 | Финал                 | Итоговое место |
| Соревнование | Спортсмены      | Результат    | Место        | Заезд                 | Результат             | Место                 | Заезд                 | Результат             | Место                 | Результат             | Место                 | Итоговое место |
| ------------ | --------------- | ------------ | ------------ | --------------------- | --------------------- | --------------------- | --------------------- | --------------------- | --------------------- | --------------------- | --------------------- | -------------- |
| спринт       | Саманех Бейрами | 4:47,91      | 68           | завершила выступление | завершила выступление | завершила выступление | завершила выступление | завершила выступление | завершила выступление | завершила выступление | завершила выступление | 68             |